# Chiesa di San Nicola di Bari e San Pietro Martire
La chiesa di San Nicola di Bari e San Pietro Martire , dedicata ai due santi omonimi è conosciuta come Cappella Sistina di Valencia. Si trova nel quartiere del Carmen, nel centro storico della città. Al suo interno si possono osservare dipinti e pitture riportate alla luce dal recente restauro terminato nel 2016.

## Storia
L’attuale Chiesa di San Nicola fu costruita ai tempi del Re Jaume I, il quale donò il luogo all'Ordine domenicano.  Divenne parrocchia nel 1242 e fu una delle dodici prime parrocchie cristiane a Valencia. Con le varie trasformazioni, la Chiesa di San Nicola unì alla struttura gotica del XV secolo, la decorazione barocca del XVII secolo. I suoi affreschi ricoprono interamente tutte le pareti. 
Durante la Guerra Civile, la chiesa subì numerosi danni e saccheggi e si convertì in luogo di mercato, distruggendo le cappelle.
Nel 1981 è stata dichiarata Monumento storico artistico nazionale. Tra gli elementi di maggiore pregio risalta la volta disegnata da Antonio Palomino tra il XVII e il XVIII secolo con una complessa iconologia basata sulla vita dei santi che danno il nome alla chiesa: San Nicola di Bari e San Pietro Martire. 
Sono rappresentate scene d’infanzia, miracoli e morte in quasi 2000 m2 di superficie.
I lavori degli affreschi furono assegnati ad un artista in voga a quell'epoca, Antonio Palomino di Cordova, che realizzò tutti gli schizzi con i relativi significati teologici. Per l'enorme mole di lavoro,  venne aiutato dal suo discepolo, il valenciano Dionís Vidal.
Di entrambi è possibile ammirare gli autoritratti a destra del rosone in controfacciata, dove Palomino è vestito di nero, mentre Vidal, in secondo piano, ha un atteggiamento tipico di chi cerca l’approvazione del maestro.

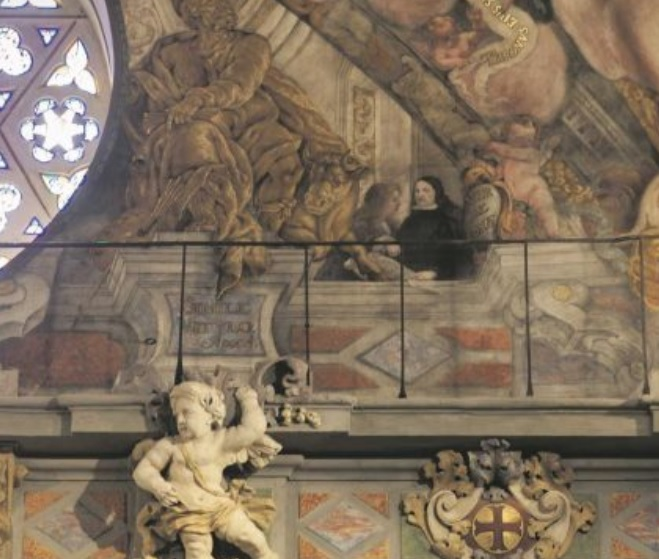
Particolare degli affreschi con gli autoritratti di Palomino e Vidal

Guardando l'altare le storie affrescate sul soffitto dal lato destro riguardano San Nicola di Bari, mentre quelle sul lato sinistro raccontano gli eventi della vita di San Pietro Martire.
La luce che penetra dal rosone riflette all'interno della chiesa ai piedi dell'altare un motivo policromo magico col simbolo della Stella di Davide a sei punte.
Sull’altare maggiore in stile barocco, molto ornato, progettato da Juan Bautista Pérez Castiel, uno degli architetti della Cattedrale di Valencia, è collocato un retablo con le sculture dei due santi. 
Nelle cappelle che fanno da cornice alla chiesa, si trova un ricco patrimonio artistico con tavole con scene della Crocifissione e immagini di santi cui la cappella è dedicata.
Molte sono le immagini di angeli e di putti disseminati in diversi punti della chiesa, documentandoci una grande attenzione verso i bambini anche nella vita del santo, come quella della scena dove San Nicola fa resuscitare tre bambini uccisi e fatti cucinare da un oste. I bambini sono ancora protagonisti ai piedi dei santi sull’altare maggiore.

## Curiosità
Il lunedì la chiesa è chiusa e non sono previste visite ma i veri credenti e devoti valenciani percorrono a piedi - il terzo lunedì di ogni mese - il tragitto dalla loro casa alla chiesa per rendere omaggio a San Nicola di Bari in una sorte di processione / pellegrinaggio.
Per il fatto che San Nicola è considerato uno dei santi cattolici protettori dell’infanzia, la vita di San Pietro Martire e il suo culto, passano in secondo piano rispetto alla devozione dei valenciani per San Nicola.
San Nicola è considerato il personaggio che ogni anno distribuisce giocattoli e doni ai bambini di tutto il mondo, infatti, le tre palle sono un suo attributo messo in relazione alla storie della sua vita. Santa Claus, come viene chiamato nell’Europa del nord, è riconoscibile nella seconda delle lunette dedicate al santo.

## Galleria d'immagini

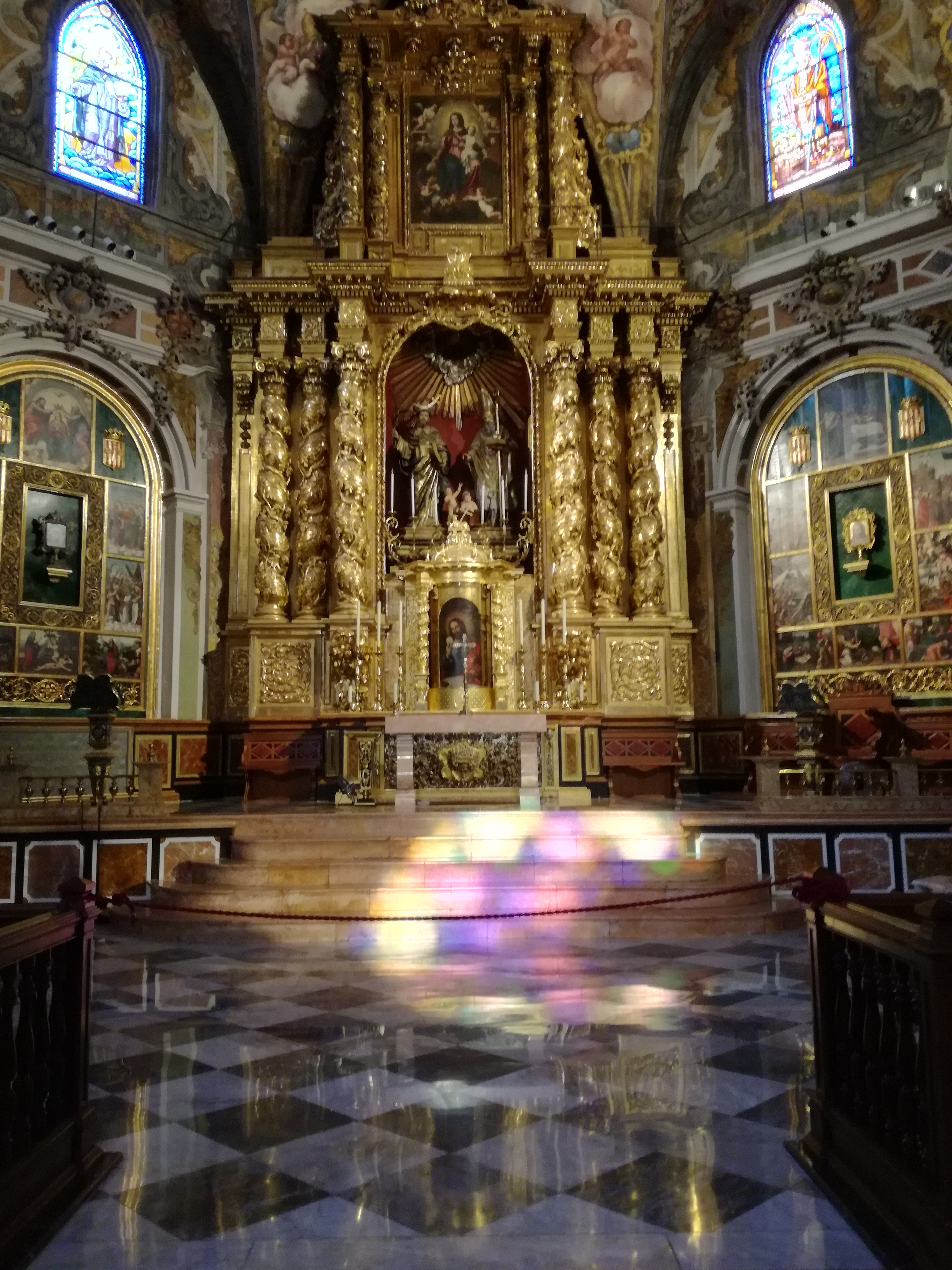
Retablo della Chiesa di San Nicola di Bari e San Pietro Martire
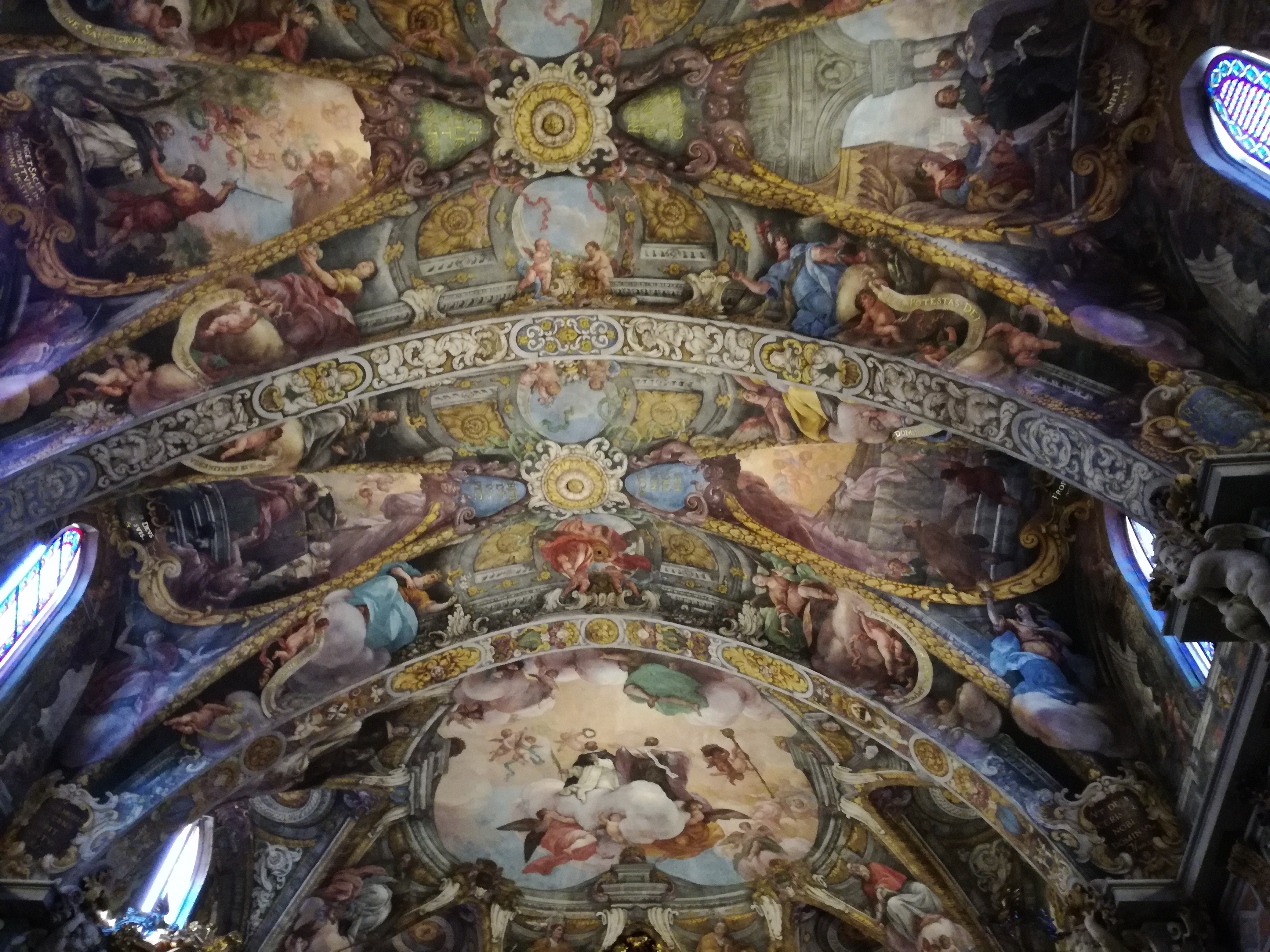
Volta della Chiesa di San Nicola di Bari e San Pietro Martire
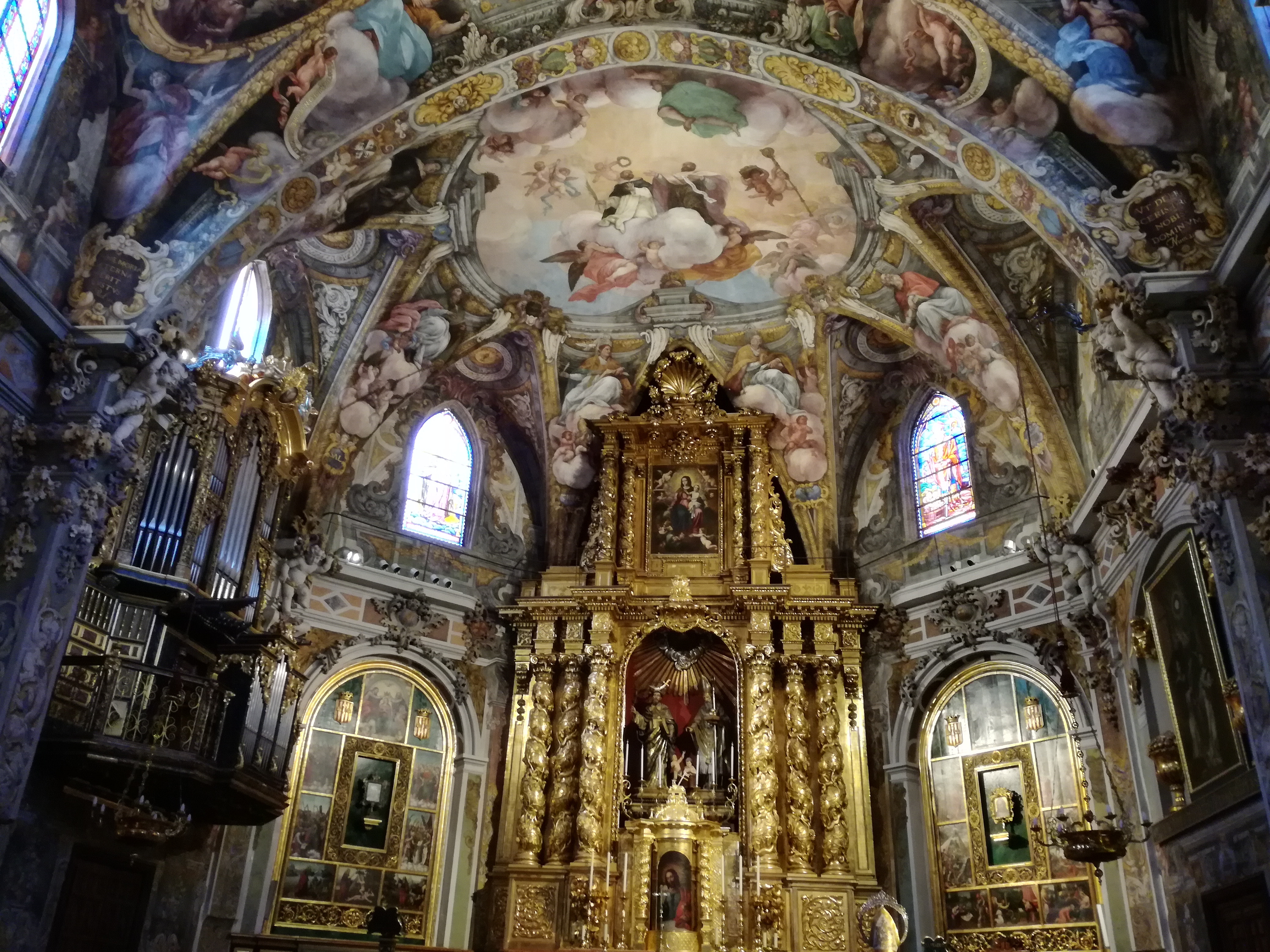
Chiesa di San Nicola di Bari e San Pietro Martire, interno
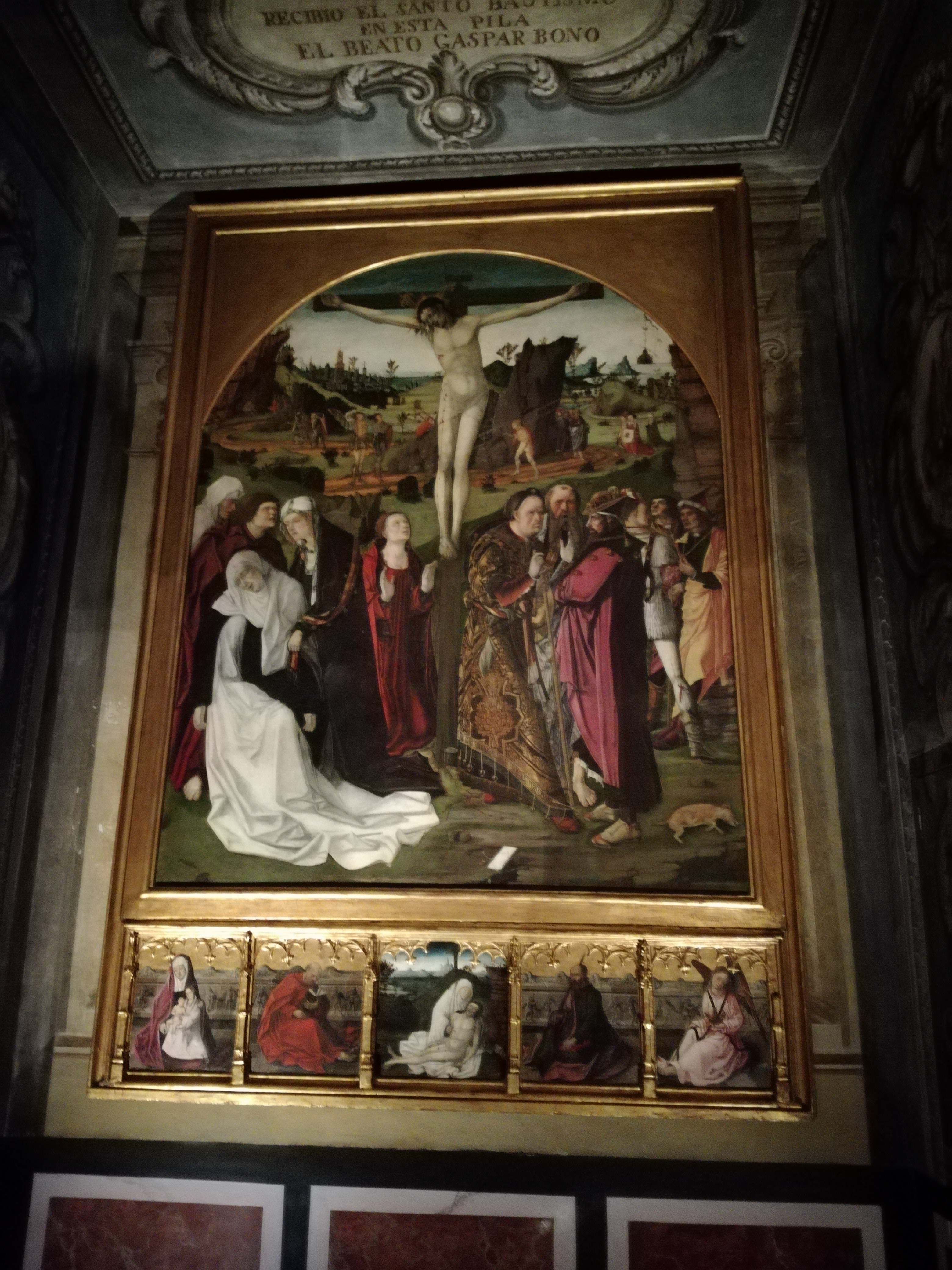
Polittico, Chiesa di San Nicola di Bari e San Pietro Martire
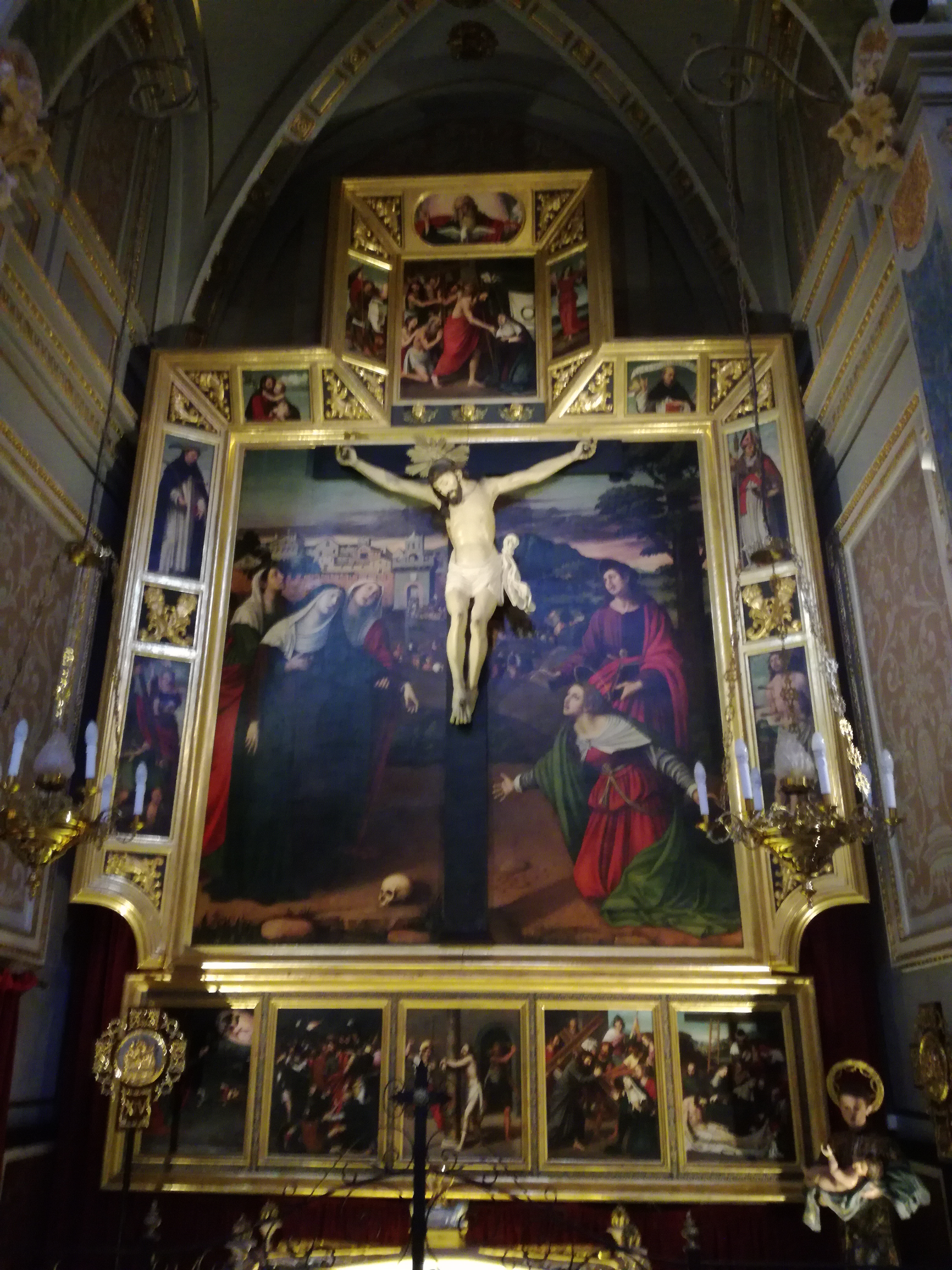
Polittico con Crocifissione, Chiesa di San Nicola di Bari e San Pietro Martire
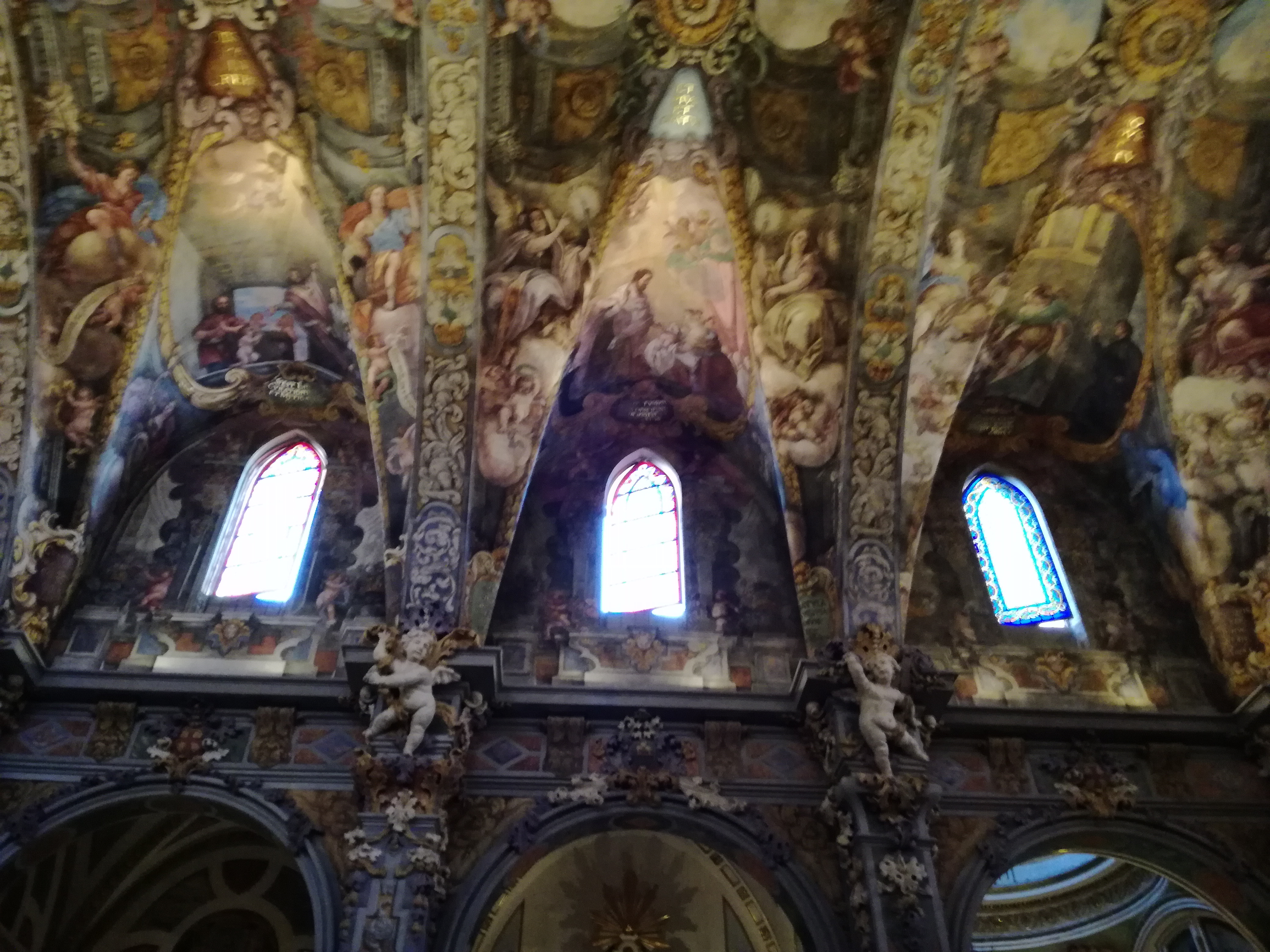
Affreschi delle volte nella Chiesa di San Nicola di Bari e San Pietro Martire
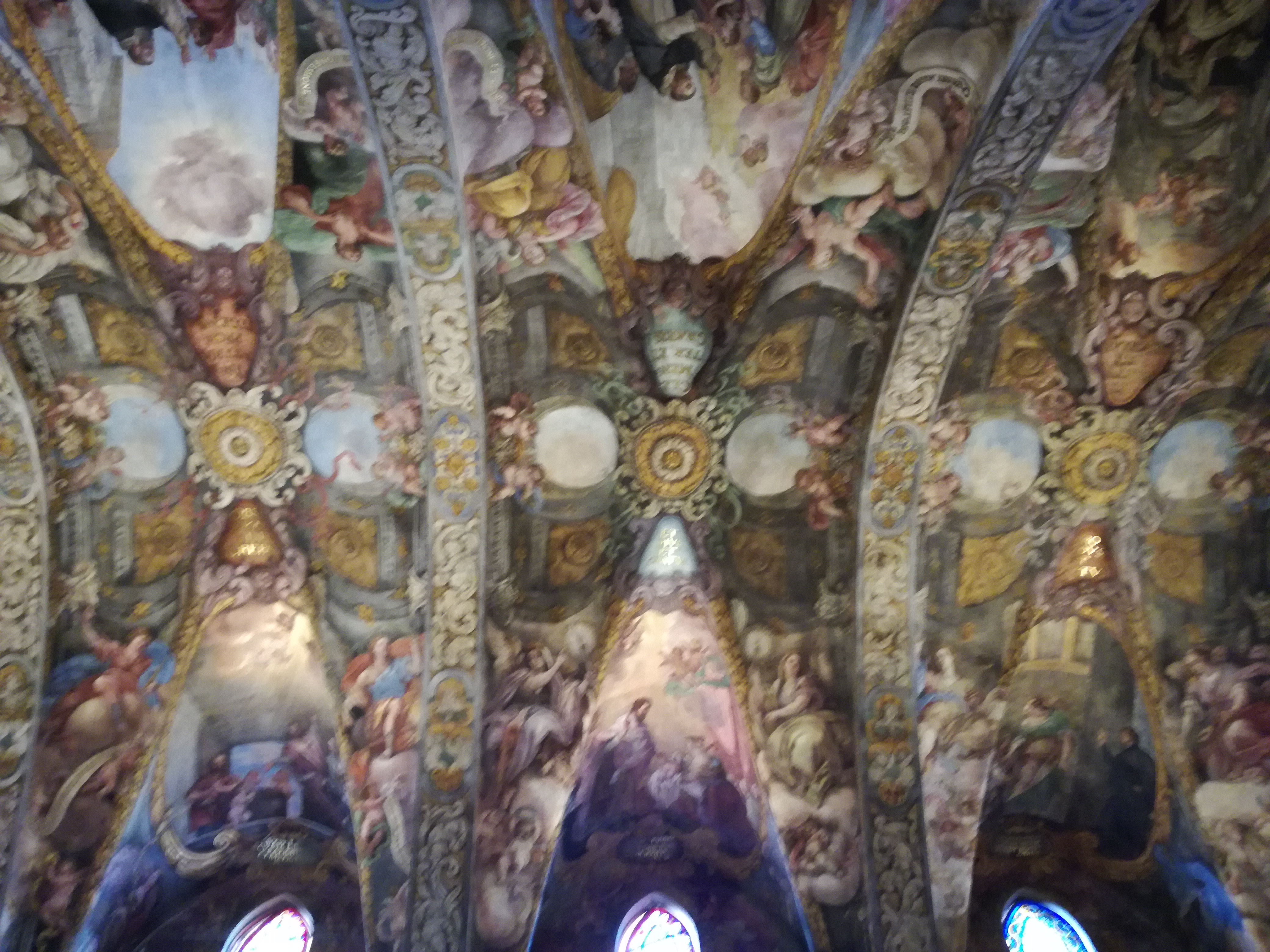
Soffitto affrescato della Chiesa di San Nicola di Bari e San Pietro Martire
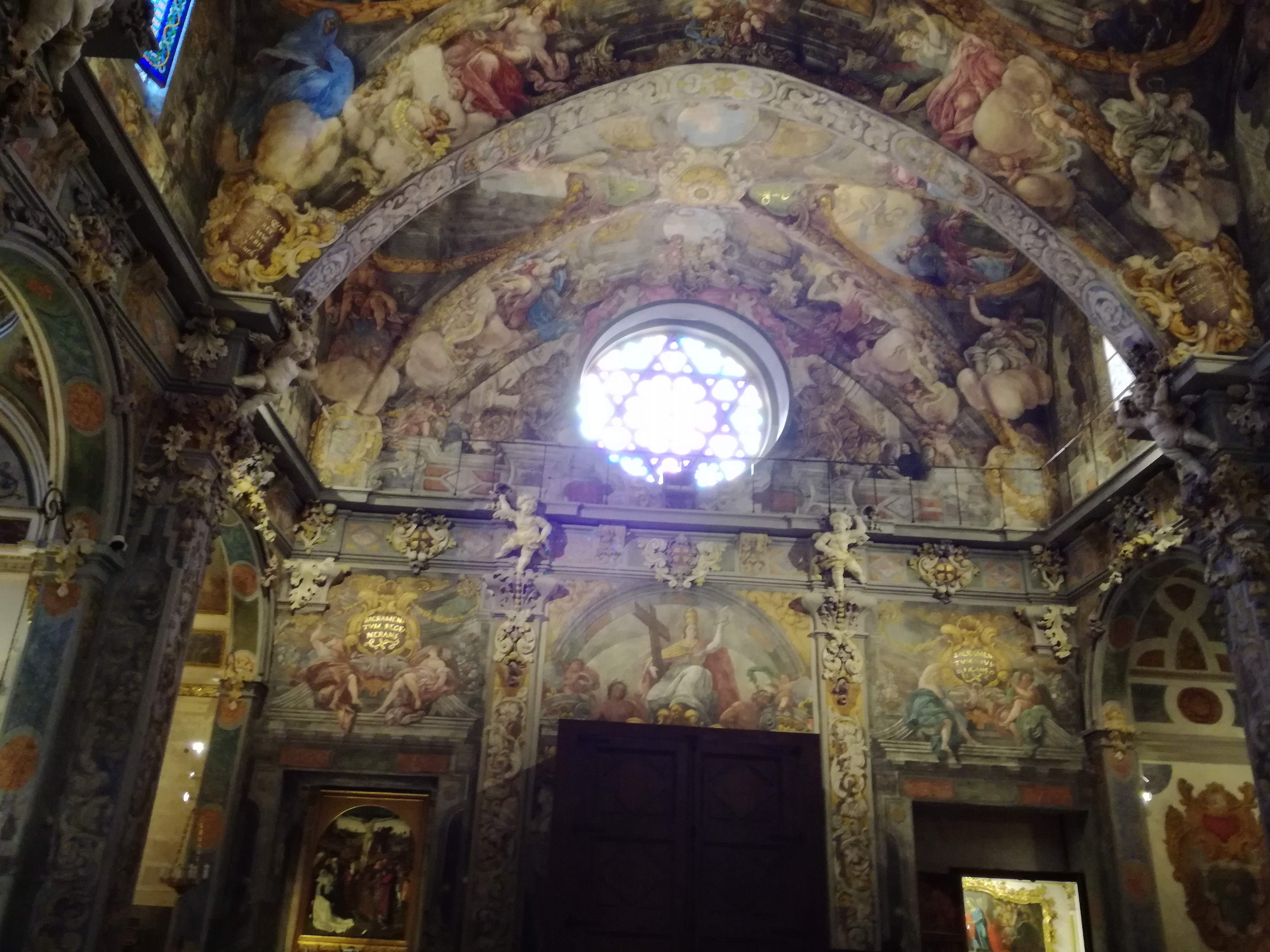
Affreschi in controfacciata della Chiesa di San Nicola di Bari e San Pietro Martire
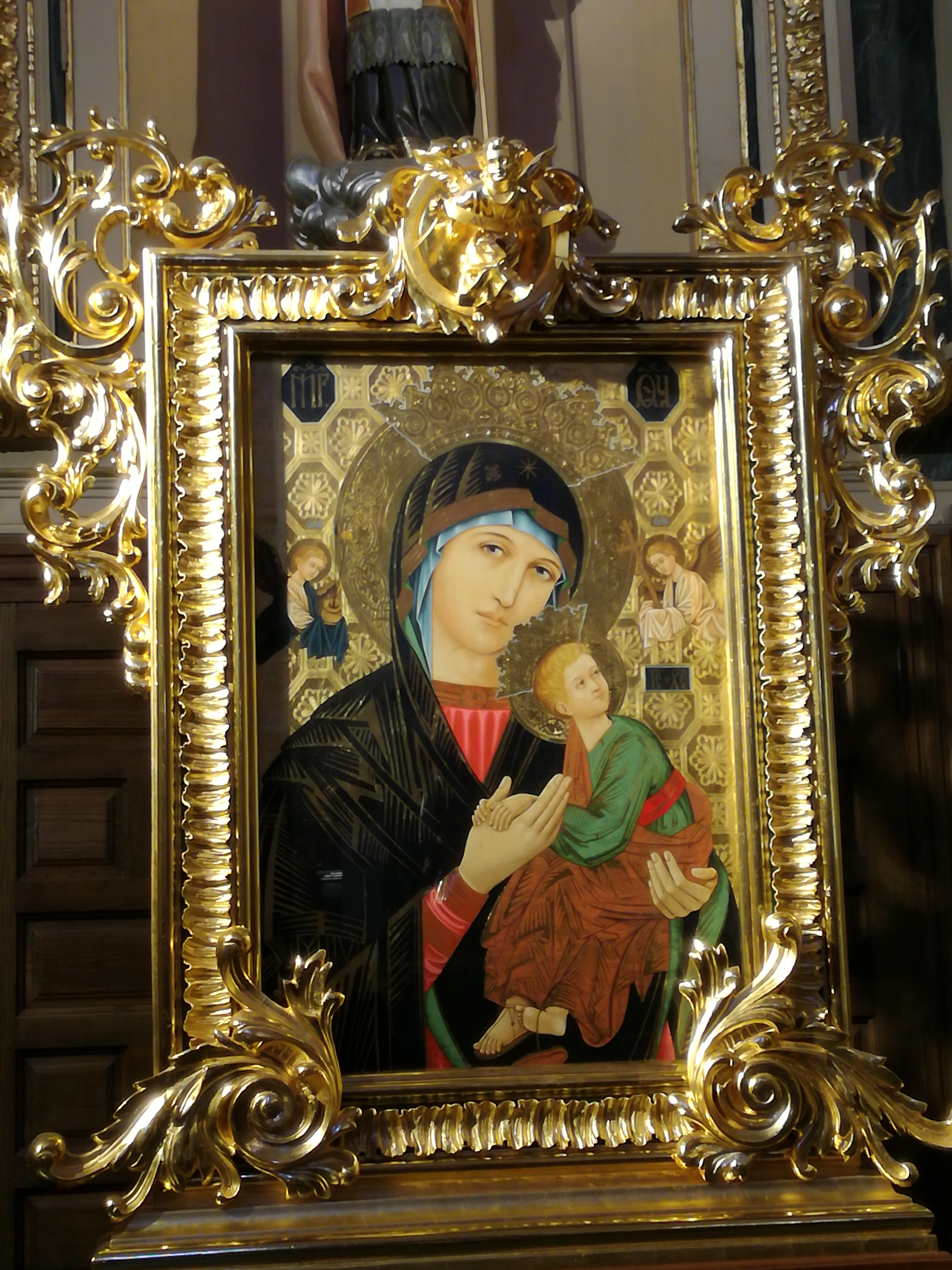
Madonna col Bambino, Chiesa di San Nicola di Bari e San Pietro Martire
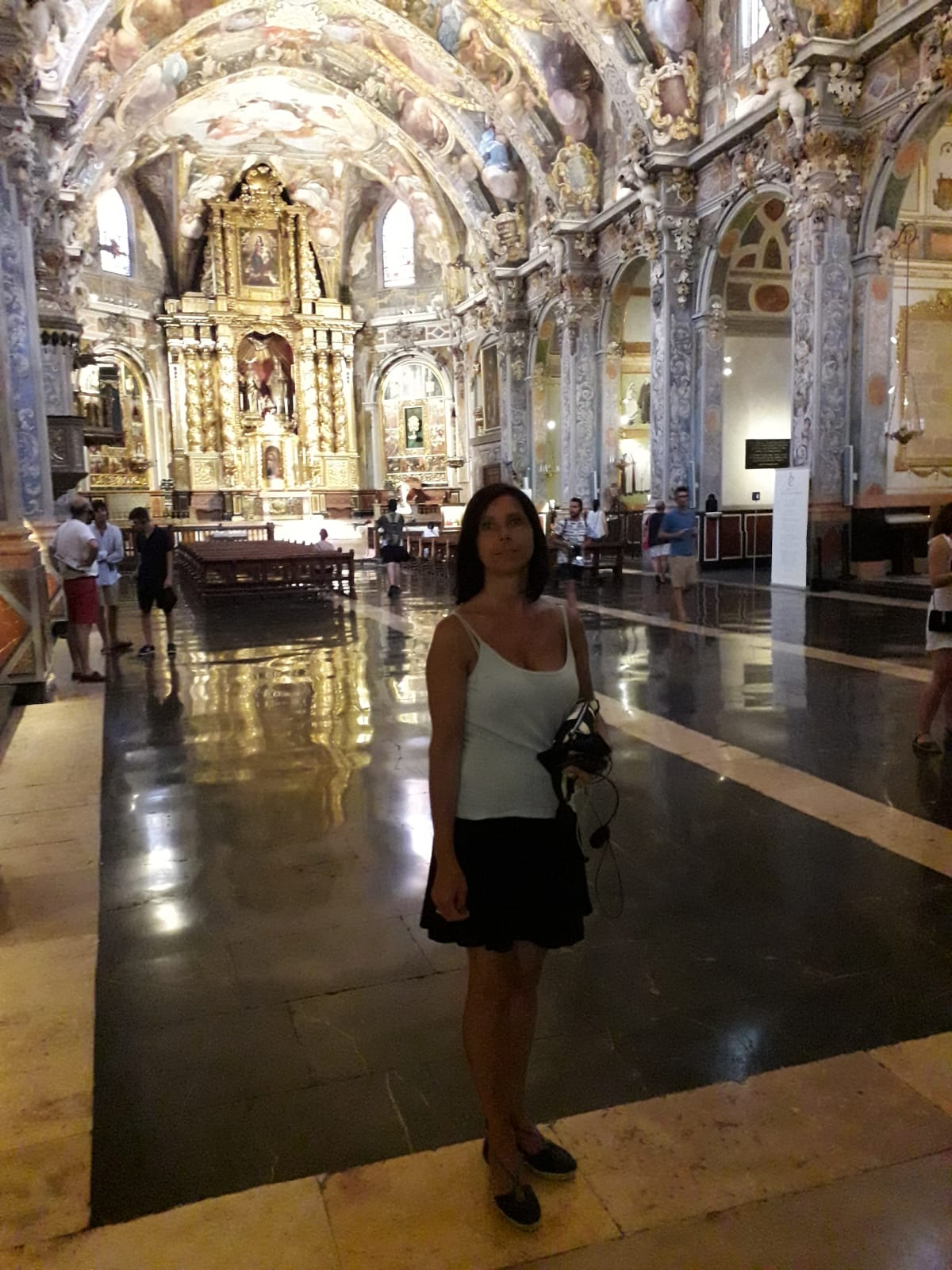
Panoramica dell'interno della Chiesa dei santi Nicola di Bari e Pietro Martire